# Lambert Redd
Lambert Redd   (Grafton, 18 de febrer de 1908 - Quincy, 1 de febrer de 1986) va ser un atleta estatunidenc, especialista en salt de llargada, que va competir durant la dècada de 1930.
El 1932 va prendre part en els Jocs Olímpics de Los Angeles, on va guanyar la medalla de plata en el salt de llargada del programa d'atletisme. Aquell mateix any va guanyar el campionat de l'NCAA amb un salt de 7m 78cm.

## Millors marques
- Salt de llargada. 7m 78cm (1932)
- Triple salt. 14m 71cm (1932)[1][2]